# حكومة خير الدين الأحدب الثالثة
حكومة خير الدين الأحدب الثالثة هي الحكومة العاشرة في عهد الانتداب الفرنسي على لبنان والثالثة في عهد رئيس الجمهورية إميل إده، وقد تولّى رئاسة المجلس خير الدين الأحدب للمرة الثالثة على التوالي. تعدّ التشكيلة تعديلًا على الحكومة السابقة بسبب وفاة وزير الداخلية السابق ميشال زكور بنوبة قلبية، وصدر التعديل في 10 يوليو 1937. استمرت الحكومة حتى 30 أكتوبر 1937 عندما تقدّم أعضاء الكتلة الدستورية في مجلس النواب وهم 13 نائبًا بطلب فتح جلسة خاصة لحجب الثقة عنها، إلا أن إميل إده أصدر قرارًا بحلّ مجلس النواب، فأشرفت الحكومة على إنتخابات 1937.

## التشكيلة
| حكومة خير الدين الأحدب الثالثة |                  |                  |                  |           |
| الحقيبة                        | الوزير           | الإنتماء السياسي | الطائفة          | المحافظة  |
| رئيس مجلس الوزراء              | خير الدين الأحدب | الكتلة الوطنية   | السنة            | الشمال    |
| وزير الداخلية                  | خير الدين الأحدب | الكتلة الوطنية   | السنة            | الشمال    |
| وزارة الاقتصاد الوطني          | خير الدين الأحدب | الكتلة الوطنية   | السنة            | الشمال    |
| وزير الداخلية                  | حبيب أبو شهلا    | الكتلة الوطنية   | الروم الأرثوذوكس | بيروت     |
| وزير الأشغال العامة            | أحمد الحسيني     | الكتلة الوطنية   | الشيعة           | جبل لبنان |
| وزير العدلية                   | أحمد الحسيني     | الكتلة الوطنية   | الشيعة           | جبل لبنان |
| وزير الزراعة                   | أحمد الحسيني     | الكتلة الوطنية   | الشيعة           | جبل لبنان |
| وزير المالية                   | جورج ثابت        | الكتلة الوطنية   | الموارنة         | بيروت     |
| وزير البريد والبرق             | جورج ثابت        | الكتلة الوطنية   | الموارنة         | بيروت     |
| وزير التربية الوطنية           | خليل أبي اللمع   | الكتلة الوطنية   | الموارنة         | جبل لبنان |
| وزير الصحة والإسعاف العام      | خليل أبي اللمع   | الكتلة الوطنية   | الموارنة         | جبل لبنان |
| وزير الخارجية                  | خليل أبي اللمع   | الكتلة الوطنية   | الموارنة         | جبل لبنان |
| وزير الدفاع الوطني             | خليل أبي اللمع   | الكتلة الوطنية   | الموارنة         | جبل لبنان |